# 小米氏螳属
小米氏螳属（学名：Mellierella）为螳科的一个属。

## 下属物种
本属包括以下物种：
- 比氏小米氏螳 Mellierella biroi Giglio-Tos, 1915
- 三束小米氏螳 Mellierella trifasciata de Haan, 1842